# Roseli Tardelli
Roseli Tardelli (ca. 1965) é uma jornalista, apresentadora de televisão e produtora cultural brasileira.

## Biografia
Foi âncora na Rádio Eldorado. Participou de programas como Opinião Nacional e Roda Viva. 
É editora-executiva da Agência de Notícias da Aids, criada por ela em 2003. A iniciativa inovadora chegou até a ser premiada pela Unesco em 2005. O site produz diariamente notícias, sugere pautas e mantém cadastro de dezenas de jornalistas. 
Se tornou ativista na conscientização da AIDS após perder o seu irmão.